# Blackburn F.3
Blackburn F3 (còn gọi là Blackburn F.7/30) là một loại máy bay tiêm kích của Anh trong thập niên 1930.

## Tính năng kỹ chiến thuật
Dữ liệu lấy từ The British Fighter since 1912
Đặc điểm tổng quát
- Kíp lái: 1
- Chiều dài: 27 ft 0 in (8.22 m)
- Sải cánh: 36 ft 10.75 in (9.02 m)
- Chiều cao: 10 ft 0[2] in (3.05 m)
- Trọng lượng rỗng: 2.500 lb (1133 kg)
- Trọng lượng có tải: 3.960 lb (1.794 kg)
- Động cơ: 1 × Rolls-Royce Goshawk III, 695 hp (519 kW) mỗi chiếc

Hiệu suất bay
- Vận tốc cực đại: 180 mph (290 km/h)

Vũ khí trang bị
- 4 súng máy Vickers MkIII.303